# HAL Bangalore International Airport
HAL Bangalore International Airport är en flygplats i Indien.   Den ligger i distriktet Bangalore Urban och delstaten Karnataka, i den södra delen av landet, 1 700 km söder om huvudstaden New Delhi. HAL Bangalore International Airport ligger 887 meter över havet.
Terrängen runt HAL Bangalore International Airport är platt, och sluttar österut. Runt HAL Bangalore International Airport är det tätbefolkat, med 591 invånare per kvadratkilometer. Närmaste större samhälle är Bangalore, 8,4 km väster om HAL Bangalore International Airport. Omgivningarna runt HAL Bangalore International Airport är en mosaik av jordbruksmark och naturlig växtlighet.